# Impiego di gas a scopo bellico in Iraq durante l'insurrezione anti-britannica
Si dibatte fra gli storici il tema dell'impiego di gas a scopo bellico in Iraq, a fini bellici, nel dicembre del 1920 contro i Curdi. L'uso di gas mortali sarebbe avvenuto nel corso dell'insurrezione anti-britannica in Iraq - che gli arabi chiamano al-Thawra al-ʿIrāqiyya al-Kubrā, ossia "Grande Rivoluzione Irachena" - nel periodo immediatamente precedente il Mandato britannico in Iraq.
Henry B. Gonzalez, parlando alla Camera dei Rappresentanti statunitense il 24 marzo 1992, ha detto che i britannici usarono gas letali contro i curdi. Tuttavia si ignorano le fonti su cui Gonzalez aveva basato le sue affermazioni e la loro veridicità.

Una fonte pubblicata che si è occupata dell'argomento è Geoff Simons, che si limitava però a ricordare che l'uso di gas letali in quell'occasione fu solamente preso in considerazione dalle autorità militari britanniche, senza che poi si passasse dai progetti ai fatti.

## Lavori di storici contemporanei
A parte Geoff Simons, un altro storico a occuparsi della questione è stato Lawrence James, che scrisse: 
(Lawrence James, The Rise and Fall of the British Empire, p. 400.)
 A proposito dell'uso o meno del gas velenoso egli scrive: 
(Lawrence James, The Rise and Fall of the British Empire, p. 398.)
Niall Ferguson, nel suo libro del 2006 The War of the World, scrive: 
(Niall Ferguson, The War of the World, (Allen Lane: 2006) p. 412.)
Anthony Clayton, dell'Università del Surrey, ha peraltro scritto nella Oxford History of the British Empire:
(Anthony Clayton, "'Deceptive Might': Imperial Defence and Security, 1900-1968", in: Judith M. Brown & Wm. Roger Louis (eds.), The Oxford History of the British Empire: vol. four: The Twentieth Century, pp. 280-306.)

## Politica britannica
I britannici certamente "presero in considerazione" l'uso di gas letali in situazioni simili a quelle che caratterizzavano la Mesopotamia.
Negli anni venti era diffusa un'idea che il Regno Unito pienamente condivideva, secondo cui le norme che tentavano di regolamentare l'attività bellica si dovessero applicare solo a conflitti "fra nazioni civili". Fu ben presto stabilito chiaramente nel Manual of Military Law del 1914 che "esse non si applicavano in guerre con Stati incivili e tribù".
In una minuta del War Office del 12 maggio 1919, l'allora Segretario alle Colonie Winston Churchill discusse l'uso di gas lacrimogeni: "Io non capisco questa schizzinosaggine circa l'uso di gas. Noi abbiamo una volta per tutte adottato una posizione alla Conferenza di Pace [di Parigi], esprimendoci a favore del mantenimento [dell'uso] di gas come stabile strumento di guerra. È una pura affettazione lacerare un essere umano col frammento velenoso di un proiettile incendiario e inorridire nel render pieni d'acqua i suoi occhi per l'uso di gas lacrimogeni.

Io sono fermamente a favore dell'uso di gas velenosi contro tribù non civilizzate. L'effetto morale potrebbe essere talmente buono da ridurre al minimo le perdite umane. Non è necessario usare solo i gas maggiormente letali: possono essere impiegati gas che causino grandi inconvenienti e diffondere un vivo terrore senza che essi abbiano permanenti effetti seriamente negativi sulla maggior parte di quanti vengono da essi colpiti".
Si può notare che Churchill si riferisce ai gas lacrimogeni come a gas velenosi. Nei vocabolari dell'epoca, "gas velenoso" poteva riferirsi a gas che non contenevano agenti patogeni letali, come invece oggi accade quando si usa una tale espressione.

## Azioni britanniche
È noto che nel 1919, scorte di gas furono inviate dal Regno Unito verso il fronte nord-occidentale; tuttavia non è del tutto chiaro dove tali gas siano stati effettivamente impiegati.

## Argomentazioni circa l'ipotesi di impiego dei gas da parte britannica
Si indica spesso che il primo uso di gas sganciati o irrorati da parte di velivoli sarebbe stato realizzato dagli italiani nel corso della guerra del 1935-36 contro l'Abissinia. L'argomentazione secondo cui, se i britannici avessero usato gas in Mesopotamia, questo sarebbe stato scritto o, comunque, affermato da parte degli antagonisti del Regno Unito, anche a distanza di tempo dagli eventi ipotizzabili, trova per l'appunto una smentita proprio nell'opera di quegli autori che sono stati citati nel presente lemma.